# Birabenella elqui
Espèce
Birabenella elqui est une espèce d'araignées aranéomorphes de la famille des Oonopidae.

## Distribution
Cette espèce est endémique de la région de Coquimbo au Chili,.

## Description
La femelle holotype mesure 1,80 mm.

## Étymologie
Son nom d'espèce lui a été donné en référence au lieu de sa découverte, la province d'Elqui.

## Publication originale
- Grismado, 2010 : Description of Birabenella, a new genus of goblin spiders from Argentina and Chile (Araneae: Oonopidae). American Museum novitates, no 3693, p. 1-21 (texte intégrale).